# 시포노킬루스속
시포노킬루스속(siphonochilus屬, 학명: Siphonochilus 시포노킬루스[*])은 생강과의 단형 아과인 시포노킬루스아과(siphonochilus亞科, 학명: Siphonochiloideae 시포노킬로이데아이[*])에 속하는 유일한 족인 시포노킬루스족(siphonochilus族, 학명: Siphonochileae 시포노킬레아이[*])의 유일한 속이다. 속명은 고대 그리스어로 "관(管)"을 뜻하는 "시폰(σίϕων)"과 "입술"을 뜻하는 "켈로스(χεῖλος)"를 합쳐 만든 말이다.

## 하위 분류
- S. aethiopicus (Schweinf.) B.L.Burtt
- S. bambutiorum A.D.Poulsen & Lock
- S. brachystemon (K.Schum.) B.L.Burtt
- S. kilimanensis (Gagnep.) B.L.Burtt
- S. kirkii (Hook.f.) B.L.Burtt
- S. longitubus Lock
- S. nigericus (Hutch. ex Hepper) B.L.Burtt
- S. parvus Lock
- S. pleianthus (K.Schum.) Lock
- S. puncticulatus (Gagnep.) Lock
- S. rhodesicus (T.C.E.Fr.) Lock